# Dragon (revista)
Dragon é uma revista de RPG oficial sobre Dungeons & Dragons lançada em 1976.

## Histórico
Em 1975, a TSR, Inc. começou a publicar "The Strategic Review". Na época, RPGs ainda eram  vistos como um sub-gênero de WarGames, a revista não era exclusiva sobre "Dungeons & Dragons" e outros jogos da TSR, e tratava de WarGames em geral. Logo, porém, a popularidade e o desenvolvimento de Dungeons & Dragons, o jogo teve não só a sua independência de suas origens no WarGame, mas também criou um novo mercado por si só.
A TSR cancela "The Strategic Review" no próximo ano, depois de apenas sete edições e a substituída com duas revistas: Little Wars, que tratava de jogos de miniatura e The Dragon, que tratava de RPGs. Depois de 13 edições, Little Wars foi cancelada e seu conteúdo foi incorporado na The Dragon a partir do número 24. "The Dragon, em seguida, tornar-se Dragon Magazine" e, finalmente, Dragon.
A Wizards of the Coast (WotC) comprou a TSR, Inc. e suas propriedades intelectuais, incluindo a Dragon em 1997. A produção foi então transferido de Wisconsin para o Estado de Washington. Em 1999, a Wizards of the Coast foi comprada pela própria Hasbro.
Em 1999, uma compilação em  CD-ROM com as primeiras 250 edições foi lançado em formato pdf com um visualizador especial, incluindo um artigo e uma busca de palavras-chave. Também foram incluídas as sete edições de "The Strategic Review". Esta compilação é conhecida como  Dragon Magazine Archive.. Por causa de um conflito sobre os direitos de reprodução da tira Knights of the Dinner Table, publicada por muitos anos da revista, a Dragon Magazine Archive está fora de catálogo e muito difícil de encontrar.
Em 2002, a WotC cedeu a licença para Paizo Publishing para editar a revista, a licença durou até setembro de 2007. Em 19 de abril de 2007, WotC revogou a licença da Paizo, que lançou uma revista própria, a Pathfinder, que daria origem ao jogo Pathfinder Roleplaying Game, a revista passou a ser publicada pela própria Wizards no formato digital.

## No Brasil
Em 1995, a Abril Jovem, divisão juvenil da Editora Abril, entra no mercado de RPG, adquirindo a licença TSR, Inc. para publicar Advanced Dungeons & Dragons, First Quest e o jogo de cartas colecionáveis Spellfire, a editora lança uma versão brasileira da Dragon, editada por Rogério Saladino, havia no país uma outra revista de RPG com nome Dragon, editada por Marcelo Cassaro e publicada pela Editora Trama, a Trama resolve mudar o nome da revista para Dragão Brasil, mesmo assim, a Abril Jovem continuaria a reclamar, de acordo com Cassaro, cogitado substituir a revista pelo spin-off Só Aventuras, contudo, a Dragon seria cancelada e logo a própria Abril anunciaria seus produtos na Dragão Brasil, Saladino acabou migrando para a Dragão Brasil e se tornou co-editor com Cassaro e JM Trevisan, ficando conhecidos como Trio Tormenta a linha acabou sendo cancelada e AD&D só voltaria a ser publicado pela Devir Livraria em 1999.